# Pleidooi (televisieserie)
Pleidooi was een Nederlandse advocatenserie van de AVRO die tussen 1993 en 1995 werd uitgezonden. In de serie stonden de gebeurtenissen centraal van een groep advocaten die gezamenlijk in een advocatenkantoor werken. Maria Goos schreef samen met Hugo Heinen en Pieter van de Waterbeemd scripts. In het tweede seizoen kwamen er twee nieuwe schrijvers bij: Ruud van Megen en Rosan Dieho.

## Verhaal
Victor van Gilze jr. wil niet langer werken op het advocatenkantoor van zijn vader. Hij wil bewijzen dat hij ook zonder de bescherming van zijn vader als advocaat kan werken. Zijn secretaresse, Bep Foeks gaat met hem mee en samen met de advocaten Bernard de Wolf, Pam Wesseling, Helen de Keyzer en Mourad Aziz richt hij Van Gilze Wesseling op. Het jonge kantoor heeft een schuld van twee ton bij de bank, maar barst van het idealisme. Al snel blijkt dat vader van Gilze het niet eens is met zijn zoon. Hij zet de aanval in door Bernard de Wolf weg te kopen en daarmee twee belangrijke klanten van Van Gilze Wesseling. De Wolf wordt vervangen door de meer progressieve advocaat Cas Heystee. Terwijl de advocaten van het kantoor van Van Gilze Wesseling allerlei zaken afhandelen, spelen allerlei privéverwikkelingen een grote rol. Helen blijkt een relatie te hebben met de getrouwde Bernard de Wolf, een relatie die ruw wordt afgebroken door Bernards vertrek naar de concurrentie. Cas heeft een vrouw met psychische problemen die dakloos over straat zwerft en een dochtertje in Zeeland, terwijl ondertussen Pam verliefd op hem wordt. Mourad krijgt een relatie met een secretaresse op het werk die later het kantoor in opspraak brengt door kantoorgeheimen buiten het kantoor te brengen. Victor ten slotte strijdt tegen zijn dominante vader die zijn zoon terug wil op het oude nest. De eerste serie eindigt in een drama als de vrouw van Cas haar man neersteekt met een schaar.
In het vervolg kondigt de vader van Victor aan dat hij ongeneeslijk ziek is. Van Gilze Wesseling is dan verhuisd naar een nieuw kantoor en heeft een nog grotere schuld bij de bank. De verhuizing was noodzakelijk geworden om de nare herinneringen van de steekpartij uit te wissen. Maar het lijkt of het kantoor alleen maar verder wegzinkt in de problemen. Cas vlucht steeds vaker weg uit de praktijk van alledag en gaat zelfs koken in een restaurantje in Zeeland. Mourad krijgt te maken met een gijzeling die uitloopt op een drama en Helen raakt overspannen als gevolg van de verbroken relatie met Bernard. De vader van Victor doet intussen steeds meer moeite zijn zoon te dwingen om hem op te volgen bij zijn advocatenkantoor. Victor zit in een crisis en verlaat zelfs even zijn gezin. Als zijn vader echter zelfmoord pleegt, is plotseling alle druk weg en besluit hij toch om zijn vader op te volgen. Gilze Wesseling valt uit elkaar.

## Prijzen
Pleidooi is tweemaal in de prijzen gevallen: in 1993 won de serie een Gouden Kalf voor het Beste tv-drama. Een jaar later werd het bekroond met de Zilveren Nipkowschijf.

## Rolverdeling
- Gijs Scholten van Aschat - Victor van Gilze
- Peter Blok - Cas Heystee
- Carine Crutzen - Helen de Keyzer
- Yvonne van den Hurk - Pam Wesseling
- Sabri Saad El-Hamus - Mourad Aziz
- Ellis van den Brink - Bep Foeks
- Eric van der Donk - Van Gilze sr.
- René van Asten - Bernard de Wolff
- Ellen ten Damme - Joosje
- Hiske van der Linden - Hanneke van Gilze

## Vervolg
Hoewel Pleidooi geen vervolg kreeg, keerde een aantal hoofdrolspelers terug in de serie Oud Geld, geschreven door Maria Goos. Haar coauteur Hugo Heinen schreef de serie Wet en Waan, waarin de rechtszaal terugkeert, maar dan bekeken van het standpunt van de aanklagers, de officieren van justitie.

## Productie
Het personage dat Sabri Saad El-Hamus in de serie speelt, die van advocaat Mourad Aziz, was aanvankelijk niet voor een allochtoon geschreven. Het personage heette oorspronkelijk Johan Friso en er deden diverse acteurs auditie voor de rol. Toen Sabri Saad El-Hamus, een Egyptenaar van geboorte, werd uitverkoren veranderde men de naam van het personage in Mourad Aziz.
Strafpleiter Bénédicte Ficq stond model voor het personage Pam Wesseling in de serie.